# Église Saint-Jean-Baptiste de Soultzbach-les-Bains
L'église Saint-Jean-Baptiste est un monument historique situé à Soultzbach-les-Bains, dans le département français du Haut-Rhin.

## Localisation
Ce bâtiment est situé à Soultzbach-les-Bains.

## Historique
L'église Saint-Jean-Baptiste est construite au XIVe siècle, puis fait l'objet de travaux ultérieurs au début du XVIe siècle, puis aux XVIIIe et XIXe siècles.
L'édifice fait l'objet d'une inscription au titre des monuments historiques depuis 1934.